# Taíno

Nachgebautes Taíno-Dorf in Guamá auf Kuba (1986)

Die Taíno waren ein zu den Arawak gehörendes indigenes Volk auf den Großen Antillen – vor der Ankunft der Kariben auch auf den Kleinen Antillen –, dessen Ursprünge im heutigen Venezuela lagen. Auf den karibischen Inseln wurden sie Opfer der Sklaverei unter den spanischen Kolonialherren und überdies der eingeschleppten Krankheiten, gegen die sie keine Immunabwehr hatten. Spanische Dokumente beschrieben sie nur wenige Jahrzehnte nach der Conquista als ausgestorben, doch erwiesen jüngst genetische Untersuchungen, dass sie nie ganz verschwunden sind.
In der ländlichen Bevölkerung kam es zu einer weitgehenden Vermischung mit weißen Konquistadoren und schwarzen Sklaven; Teile der Taíno-Kultur wie besondere Formen des Ackerbaus, der Architektur und auch religiöse Praktiken blieben in abgelegenen Regionen von Hispaniola und auf Kuba erhalten. 2003 konnte nachgewiesen werden, dass über 60 % der Bevölkerung Puerto Ricos in mütterlicher Linie von den Taíno abstammt, bei der Volkszählung 2010 gaben rund 20.000 Puerto-Ricaner an, indigener Abstammung von den Taíno zu sein.

## Geschichte vor der Conquista

Verbreitung der Taíno- (rot) und Kariben-Völker (grün) auf den Antillen zur Zeit der Ankunft der spanischen Eroberer

Die Taíno waren Teil der Ostionoidkultur mit Ackerbau, Baumwoll- und Goldverarbeitung. Sie waren matrilinear organisiert und besiedelten ab 800 n. Chr. sukzessive fast alle Mittelamerika vorgelagerten Inseln. Dabei verdrängten sie die Saladoiden, die die Region seit 500 v. Chr. besiedelt hatten.
Der Begegnung mit den ab 1200 n. Chr. aus dem heutigen Suriname und Guyana herandrängenden, äußerst aggressiven und kriegerisch überlegenen Kariben hatten die Arawak jedoch nichts entgegenzusetzen, so dass sie bald nur noch Trinidad, die Bahamas, Kuba, Jamaika, Hispaniola und Puerto Rico bewohnten sowie einige Inseln der Kleinen Antillen. Zum Beispiel waren zur Zeit der spanischen Entdeckungsreisen die Inseln Curaçao und Bonaire von Arawak bewohnt, die Nachbarinsel Aruba jedoch von Kariben.

## Erster Kontakt der Europäer durch Kolumbus
1492 traf Christoph Kolumbus auf den Westindischen Inseln ein. In seinem Bordbuch schildert er die Arawak (Taíno) als „unschuldig und von einer solchen Freigiebigkeit mit dem, was sie haben, dass niemand es glauben würde, der es nicht mit eigenen Augen gesehen hat. Was immer man von ihnen erbittet, sie sagen nie nein, sondern fordern einen ausdrücklich auf, es anzunehmen und zeigen dabei soviel Liebenswürdigkeit, als würden sie einem ihr Herz schenken.“ Im November 1493 ließ Kolumbus auf Hispaniola einen Arawak enthaupten. Es war die erste schriftlich bezeugte Tötung eines Indianers durch die Spanier überhaupt, aber nicht die letzte: Bereits 100 Jahre später waren die Arawak der Kolonialisierung in Form von Zwangsarbeit und eingeschleppten Krankheiten zum Opfer gefallen und die meisten starben um 1600 auf Hispaniola.

## Wirtschaft, technische Errungenschaften
Die Taíno waren in erster Linie Ackerbauern. Ihre Hauptanbauprodukte waren Yuca, Mais, Süßkartoffeln (Bataten), Erdnüsse, Ananas, Bohnen, Ají (Capsicum baccatum) und Tabak. Aus den Yuca-Wurzeln gewannen sie Mehl, aus dem sie auf runden Tonplatten dünne Fladen backten, genannt Casabe. Dieses Casabe ist bis heute in ländlichen Gegenden ihres einstigen Siedlungsgebietes, z. B. in der Dominikanischen Republik, bekannt. Die (echten) Kartoffeln, Tomaten und Kakao, ebenfalls Pflanzen der Neuen Welt, die in vorkolumbianischer Zeit bereits in Mexiko kultiviert wurden, waren den Arawak hingegen noch nicht bekannt. Die Arawak benutzten in der Landwirtschaft nur einfache Werkzeuge, wie Steinäxte oder Grabstöcke, deren Enden im Feuer gehärtet waren; in Trockengebieten legten sie jedoch bereits Bewässerungskanäle für ihre Felder an.
Daneben gingen sie auf die Jagd, beispielsweise nach Manatí (Seekühen), und zum Fischfang. Handel untereinander oder mit anderen Völkern betrieben sie kaum; sie pflegten in erster Linie Subsistenzwirtschaft.
Die Metallverarbeitung war auf Gold beschränkt; dieses diente ihnen für Schmuckstücke, z. B. als Ohrgehänge für ihre Kaziken. Beispielsweise waren den Taíno auf Hispaniola bereits alle Goldlagerstätten bekannt, die später die Spanier ausbeuteten bzw. die heute noch oder wieder ausgebeutet werden. Pfeil- und Speerspitzen waren aus Knochen, Schildkrötenpanzern oder Steinen gefertigt.
Die Keramik war bereits hoch entwickelt. Neben Vorratsgefäßen wurden auch kleinere Götterfiguren aus Keramik hergestellt. Daneben gab es Gefäße aus den Higüero-Früchten (Baumkalebassen), wie sie heute noch in der Karibik bekannt sind, allerdings fast nur noch für Touristen-Souvenirs hergestellt werden.
Die Arawak der Karibik waren auch gute Seefahrer und verstanden es, gute Kanus zu zimmern. In solchen konnten bis zu 80 Personen Platz finden.

## Gesellschaft, Kultur

### Kleidung
Entsprechend dem warmen Klima lebten die Arawak weitgehend ohne Kleidung. Sie nutzten jedoch schon die Baumwolle zur Herstellung von Decken, Ziergürteln und Hängematten. Sie bemalten sich gerne mit Farbstoffen, die sie aus Erden, Asche und Früchten gewannen. Hierbei waren die schwarzen Säfte der Jagua, eine Sapotaceae-Art und die roten der Bija (Bixa orellana) am bedeutendsten. Außerdem schmückten sie sich mit Federn verschiedener Vögel und trugen Halsketten oder Ohrschmuck aus Muscheln. Das Tragen von Goldschmuck war den Kaziken vorbehalten.

### Soziale Organisation
Die Arawak waren in Stammesverbänden organisiert, die von den sogenannten Kaziken geleitet wurden. Diese konnten sowohl Männer als auch – in Ausnahmefällen – Frauen sein. So war eine der Kaziken auf der Insel Hispaniola zur Zeit der Conquista eine Frau namens Anacaona (siehe unten). Dem Kaziken zur Seite standen ein Ältestenrat und ein Medizinmann, der Behike, der den Kontakt zu den Göttern und Geistern aufrechterhielt.
Obwohl auch Frauen bedeutende gesellschaftliche Rollen spielen konnten, war die Gesellschaft sehr patriarchalisch geprägt. Überliefert wurde z. B., dass auf Hispaniola zur Zeit der Ankunft der Spanier ein Kazike gelebt haben soll, der 30 Frauen „besaß“.
Die Arawak lebten in Dörfern; größere Städte wie bei den Maya, Azteken oder Inkas gab es bei ihnen nicht. Auch hinterließen sie keine bedeutenden Steinbauten. Ihre Häuser waren aus Holz und mit Pflanzenfasern (Palmblättern etc.) gedeckt. Diese Häuser waren mitunter sehr geräumig und boten Platz für mehrere Familien gleichzeitig.

### Religion
Ihre Religion war eine Lokalreligion mit vielen Naturgöttern und -geistern, genannt Cemies. Daneben verehrten sie aber auch ein höheres Wesen, den Beschützergott, der auf Hispaniola Yucahú genannt wurde. Menschen- oder Tieropfer wurden von den Arawak – soweit bekannt – nicht dargebracht.
Ihre wichtigste religiöse Zeremonie war das Ritual des Cojoba, bei dem Tabak und andere berauschende Kräuter inhaliert wurden und bei dem sich Behike und Kazike in Trance versetzten, um mit den Göttern zu kommunizieren. Weitere rituelle Zusammenkünfte waren die so genannten Areytos, Tanzfeste, bei denen Lieder zu Ehren der Götter und verstorbener Stammesmitglieder gesungen wurden; außerdem kannten die Arawak rituelles Ballspiel.

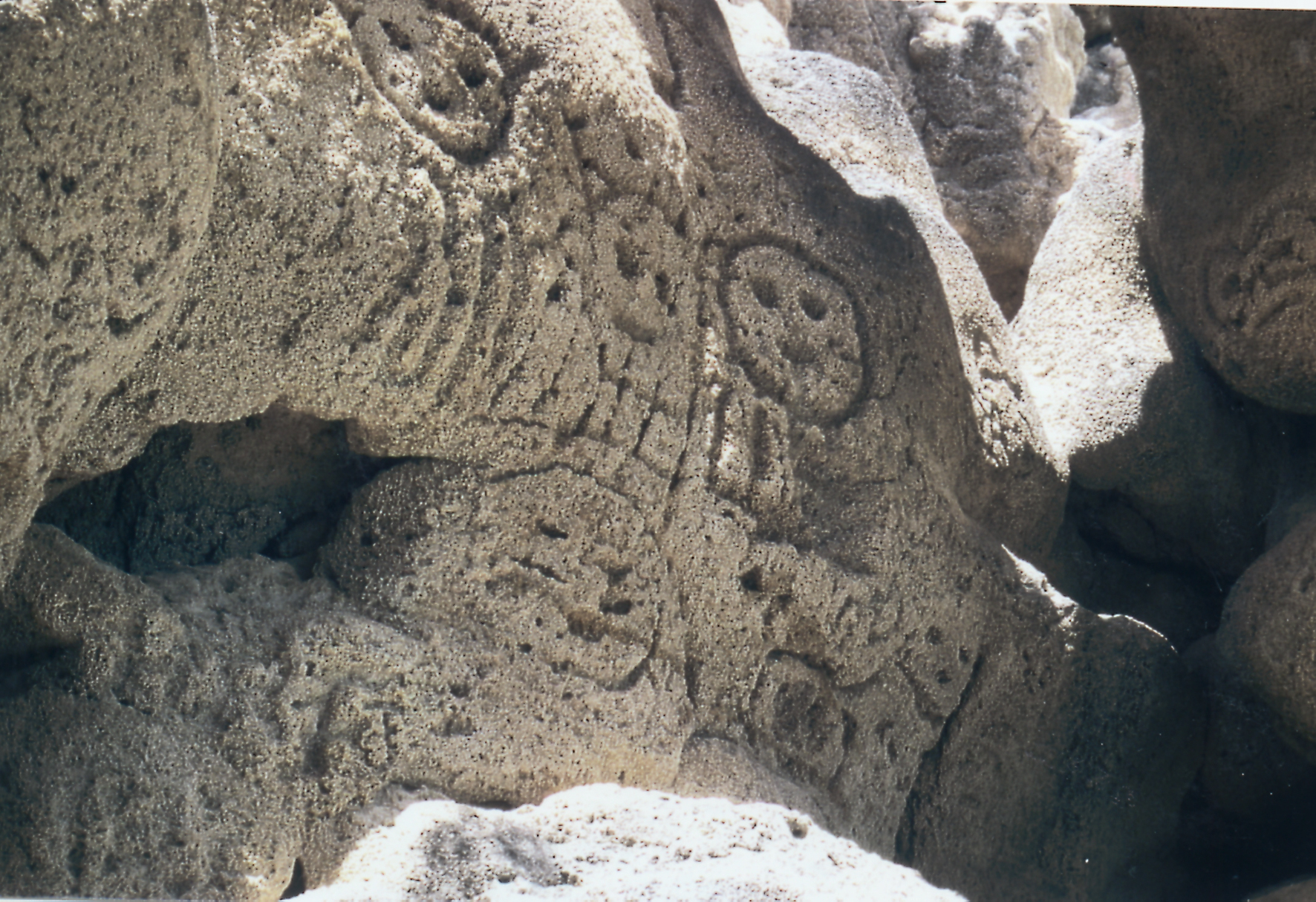
Petroglyphen (Felsbild, genannt Las Caritas „die Gesichterchen“) am Enriquillo-See, Dominikanische Republik (2001)

### Kunst, Kunsthandwerk
Aus der Zeit vor der Conquista sind nur recht wenige Kunstgegenstände der Arawak erhalten geblieben. Das liegt zum einen daran, dass sie keine großen steinernen Gebäude, Tempel oder Götterstatuen errichtet hatten, zum anderen auch daran, dass die Spanier vieles zerstörten, z. B. den Großteil des Goldschmucks der Kaziken einschmolzen. Erhalten sind jedoch noch kleinere steinerne Götterstatuen bzw. Statuen der Cemies, steinerne, verzierte Ringe (bis ca. 25 cm im Durchmesser), die wohl auch rituellen Zwecken dienten, sowie etwas Goldschmuck oder Muschelketten. Ebenfalls erhalten sind Petroglyphen an Felswänden und in Höhlen, die vermutlich ebenfalls Cemies darstellten.

## Die vermeintliche Friedfertigkeit der Arawak
Die Spanier beschrieben die Arawak – im Gegensatz zu den Kariben – als ausgesprochen friedfertig. Dies stimmte bis zu einem gewissen Grad; so versuchten die Taíno auf Hispaniola, sich mit den Spaniern zu arrangieren, auch als sie merkten, dass diese keineswegs in friedlicher Absicht gekommen waren. Überliefert ist eine Rede der Kazikin Anacaona, in der sie die Spanier zu einem friedlichen Miteinander auffordert. Die Arawak kannten aber auch Kriegszüge, sowohl gegen die Kariben als auch gegen die Spanier. Obwohl sie nur einfache Waffen wie Keulen und Speere besaßen, waren sie doch mitunter erfindungsreich: So schmorten sie Ají (scharfen Pfeffer) und versuchten, damit ihre Feinde „auszuräuchern“ bzw. in die Flucht zu schlagen.
Auch was Bestrafungen innerhalb der Gemeinschaft gegenüber Gesetzesbrechern anging, waren sie nicht zimperlich. Schon das geringste Vergehen wurde mit dem Tode bestraft.

## Die Geschichte der Taíno auf Hispaniola
Die Geschichte der Taíno auf der Insel Hispaniola mag als exemplarisch für das Schicksal dieser Völker zur Zeit der Conquista gelten.
Als Kolumbus 1492 die Insel „entdeckte“, lebten dort etwa 300.000 Menschen (einige Schätzungen sprechen von rund einer Million), die meisten davon Taíno, die in fünf Verbänden organisiert waren. Die Namen der Verbände sind bekannt und standen teilweise Pate für die heutigen Regionen auf Hispaniola: Marién (Nordwesten), geleitet von Guancanagarix (sprich: Wankanagarisch), Maguá (Nordosten), geleitet von Guarionex (Warionesch), Maguana (Zentralkordillere), geführt von Caonabo, dem Ehemann der späteren Herrscherin Anacaona, der gleichzeitig so etwas wie der „Oberkazike“ der Insel war; Higüey (Osten), geleitet von Cayacoya, und Jaragua (Süden), geführt von Bohechio, dem Bruder Anacaonas. Nur ganz im Nordosten bzw. auf der Halbinsel Samaná siedelten damals bereits Kariben bzw. ein Mischvolk aus Kariben und Taíno, die so genannten Macoríes.
Als Kolumbus mit einem seiner drei Schiffe am 24. Dezember 1492 an der Nordküste Hispaniolas Schiffbruch erlitt, halfen ihm die Taíno unter dem Kaziken Guancanagarix, dieses zu bergen und eine Siedlung zu errichten. In dieser Siedlung, die La Navidad (span. Weihnachten) genannt wurde, ließ Kolumbus 39 Männer zurück. Als Kolumbus etwa ein Jahr später wieder nach La Navidad gelangte, war die Siedlung jedoch zerstört und alle seine Männer waren erschlagen. Dies war auf Geheiß des Oberkaziken Caonabo geschehen, wobei berichtet wird, die Spanier hätten sich an Frauen aus dessen Gemeinschaft vergangen und sich ungebührend aufgeführt.
Nach diesem ersten Konflikt errichteten die Spanier an einer anderen Stelle eine neue Siedlung, genannt La Isabela. Von dort unternahmen sie Expeditionen ins Innere der Insel, erreichten schließlich 1496 die Südküste, wo sie die Stadt Santo Domingo gründeten. Caonabo wurde später von den Spaniern gefangen genommen und nach Spanien gebracht. Er starb auf der Rückfahrt; es heißt, er habe vom Schiff zu fliehen versucht und sei im Meer ertrunken.
Obwohl Kolumbus von den Einwohnern der Insel freundlich empfangen worden war, spielte auch er sich als „Herrenmensch“ auf und vereinbarte zunächst mit den Kaziken, dass diese ihre Oberhoheit behalten durften, sofern ihm jeder männliche Taíno jährlich eine „Schelle Gold“ abliefere. Diese absurde Forderung wurde jedoch nur vom Kaziken Guarionex erfüllt. Den „Vertragsbruch“ nutzten die Spanier als Vorwand, erste Strafexpeditionen gegen die Ureinwohner der Insel durchzuführen. Gleichzeitig begannen die Spanier, das Land unter sich aufzuteilen, wobei ein Gesetz, genannt „Repartimiento“, bestimmte, dass die auf dem zugewiesenen Land lebenden Menschen den neuen Herren ebenso „gehörten“. Dieser Herrschaftsanspruch wurde mit Waffengewalt durchgesetzt. Es kam – noch zu Zeiten von Christoph Kolumbus und seinem Bruder Bartolomé – zu einigen Kämpfen mit den „Indios“, wie die Spanier die Ureinwohner nannten, z. B. 1495 in der Ebene von La Vega. Bei dieser Schlacht gegen eine Gruppe von Taíno unter besagtem Kaziken Guarionex soll den Spaniern – so die bis heute verbreitete Legende – die Jungfrau Maria erschienen sein und den Spaniern den Sieg prophezeit haben, allerdings auch verlangt haben, dass ihr eine Kirche zu errichten sei. Die Kirche wurde tatsächlich erbaut und ist bis heute ein bedeutender Wallfahrtsort in der Dominikanischen Republik („Santo Cerro“ bei La Vega).
Nach der Gefangennahme des Kaziken Caonabo wurde seine Frau Anacaona (deutsch „Goldene Blume“) oberste Herrscherin der Taíno. Nachdem Kolumbus in Ungnade gefallen war, setzte die spanische Krone Gouverneure auf der Insel ein, zunächst Francisco de Bobadilla, schließlich im Jahr 1502 Nicolás de Ovando. Letzterer erwies sich gegenüber den Taíno als besonders brutaler und hinterhältiger Machthaber. Er gab vor, seinen Amtsantritt feiern zu wollen, und lud dazu alle Kaziken und deren Familien zu einem Fest. Nach den Berichten des Dominikaners de las Casas wurden die arglosen und unbewaffneten Taíno zum Festessen in ein großes Holzhaus geführt, welches dann angezündet wurde; wer vor den Flammen fliehen konnte, wurde schließlich von den Soldaten Ovandos erschossen und erschlagen. Etwa 300 Menschen sollen laut Las Casas bei diesem Massaker umgekommen sein. Anacaona allerdings konnte entkommen; außerdem entkamen dem Massaker Guarocuya, angeblich der Sohn Anacaonas, Higüemota, die Tochter Anacaonas, Mencia, ihre Nichte (und spätere Frau Guarocuyas) und der Taíno-Fürst Hatuey, der später nach Kuba ging und dort einen (allerdings erfolglosen) Aufstand gegen die Spanier organisierte.
Nach dem Massaker waren die Taíno praktisch ihrer Führungsschicht beraubt, was die Eroberung der Insel durch die Spanier erleichterte. Anacaona selbst wurde später gefangen genommen und gehängt. Ihr Leichnam wurde öffentlich zur Schau gestellt. Es heißt, dass die spanische Königin Isabella, als sie vom Schicksal Anacaonas erfuhr, auf das Äußerste empört gewesen sei. Überhaupt verfolgte das spanische Königshaus keineswegs die Politik, die Ureinwohner der neuen Kolonien zu versklaven oder gar auszurotten; vielmehr wurden immer wieder Edikte erlassen (z. B. die Leyes Nuevas), die den Indianern Freiheit und Unversehrtheit zusicherten – die allerdings in keiner Weise von den Kolonialherren und Gouverneuren in Übersee beachtet wurden.
Die Taíno waren den Spaniern nicht nur waffenmäßig unterlegen. Hinzu kamen die Infektionskrankheiten, die die Spanier einschleppten, die bislang auf den Inseln unbekannt waren und gegen die die Ureinwohner keine Abwehrstoffe hatten: vor allem Pocken, Masern und Grippe (Influenza). Weiterhin begingen viele Taíno kollektiven Selbstmord, da sie sich den unmenschlichen Bedingungen der Sklaverei, die ihnen die Spanier auferlegten, nicht anders entziehen konnten. Schließlich sollen einige der Konquistadoren aus Willkür und zum Zeitvertreib „ihre Indios“ gefoltert und getötet haben. Solchen Berichten ist allerdings mit Vorsicht zu begegnen. Fest steht jedoch, dass 16 Jahre nach dem ersten Kontakt zwischen Taíno und Spaniern nur noch 60.000 Ureinwohner auf der Insel lebten, im Jahr 1513 waren es nur noch 25.000, 1517 nur noch 11.000 und 1518 nur noch 4.000.
Im Jahr 1519 gab es den letzten bedeutenden Widerstand der Taíno. Der Kazike Guarocuya, der den christlichen Namen Enrique (verniedlicht „Enriquillo“) angenommen hatte, sagte sich von den Spaniern los, scharte die letzten freien Taíno um sich und führte von den Bergen aus einen jahrelangen Guerillakrieg gegen die Spanier. Sein Motiv soll aber anfänglich nicht die Beseitigung der spanischen Herrschaft gewesen sein, sondern persönliche Rache wegen einer Entehrung seiner Frau. Enriquillo gelang es, den politischen Mythos der Unbesiegbarkeit aufzubauen. Erst 1533 wurde der Kampf beigelegt. Auf Befehl des spanischen Königs wurde ein Frieden geschlossen, der den überlebenden Taíno – es sollen 500 gewesen sein – Freiheit und ein Stück Land zusicherte. Die Taíno siedelten sich in der Wüstengegend bei Azua an. Gegen Ende des 16. Jahrhunderts soll eine Seuche ihre Gemeinde weiter dezimiert haben; die Restlichen vermischten sich im Lauf der Zeit mit den Spaniern, aber auch den Schwarzafrikanern, die als Sklaven auf die Insel gebracht wurden, und verloren somit ihre kulturelle und ethnische Identität. Laut einer genetischen Untersuchung einer Arbeitsgruppe aus Puerto Rico in den Jahren 2006 bis 2008 an rund 600 Bürgern der Dominikanischen Republik wiesen ca. 15 % noch Merkmale der Taíno auf. Diese konzentrierten sich vor allem auf den Ostteil der Insel. Die Ergebnisse der Studie gelten jedoch als umstritten.
Erwähnt sei in diesem Kontext, dass der Dominikaner Bartolomé de Las Casas sowie andere Priester sich bei der Spanischen Krone für die „Indios“ einsetzten. Las Casas verfasste einen umfangreichen Bericht über das Leben der Ureinwohner und die Behandlung, die sie von seinen Landsleuten erfahren hatten, der in Spanien große Beachtung fand, allerdings nach Las Casas Tod für über 300 Jahre nicht gedruckt werden durfte. Bei einem öffentlichen Disput im Jahr 1550 in der Stadt Valladolid trat Las Casas gegen den Priester Juan Ginés de Sepúlveda an, welcher in seinen Schriften behauptete, die Indianer seien niedere, primitive Wesen, die zu Recht versklavt worden seien. Las Casas setzte sich bei diesem Disput durch; Sepúlvedas Hetzschriften wurden zeitweise verboten. An der Politik in den Kolonien änderte sich dadurch aber nichts.

## Das Erbe der Taíno
Eine Erfindung der Taíno wird bis heute nicht nur in der Karibik, sondern weltweit benutzt: die Hängematte. Das spanische Wort dafür, la hamaca, stammt aus der Taíno-Sprache. Weitere Wörter aus dem Taíno, die vom Spanischen und teilweise von anderen Sprachen übernommen worden sind: huracán (Hurrikan, Wirbelsturm), tiburón (Haifisch), manatí (Seekuh), tabaco (Tabak), ají (Paprika), maíz (Mais), yuca (Maniok), papaya (Papaya), maní (Erdnuss; allerdings gibt es auf Spanisch auch den Ausdruck cacahuete), guayaba (Guave), lambí (Flügelschnecke), caimán (Kaiman, Krokodil), canoa (Kanu), cacique (Kazike, Häuptling). Weiterhin sind in der Dominikanischen Republik gebräuchlich: bohío (Hütte), casabe (Fladenbrot), sabana (Ebene), cayo (kleine Insel) und batey (Dorf). Schließlich haben sehr viele geographische Bezeichnungen der Taíno überdauert: Jamaica, Cuba, Aíti (Haiti), Cibao (Landschaft auf Hispaniola) usw.; der ursprüngliche Name für Hispaniola, Quisqueya, lebt u. a. in einer dominikanischen Biermarke weiter. Außerdem sind alte Taíno-Namen, wie Caracoya, Hatuey oder Anacaona, bei den Dominikanern (wieder) als Vornamen beliebt.
Das Wort für Barbecue stammt ebenfalls von den Taino. Ursprünglich kommt das Wort Barbecue vom mexikanisch-spanischen Wort barbacoa, das sich aus dem Taíno-Wort buccan ableitet (woher die Buccaneer bzw. deutsch Bukanierpiraten ihren Namen erhielten) und früher ein Holzgerüst bezeichnete, auf dem die Taino Fleisch über dem offenen Feuer zubereiteten. Die erste schriftliche Erwähnung von barbacoa findet sich in Gonzalo Fernández de Oviedos De la historia General y Natural de las Indias von 1526.